# Black Rock (kulle i Antarktis)
Black Rock är en kulle i Antarktis. Den ligger i Östantarktis. Australien gör anspråk på området. Toppen på Black Rock är 59 meter över havet.
Terrängen runt Black Rock är huvudsakligen platt. Trakten är obefolkad. Det finns inga samhällen i närheten. 